# Luye
Die Luye ist ein Fluss in Frankreich, der im Département Hautes-Alpes in der Region Provence-Alpes-Côte d’Azur verläuft. Sie entspringt im Ortsgebiet von La Bâtie-Neuve, entwässert zunächst in westlicher Richtung, dreht bei  Gap nach Süden und mündet nach insgesamt rund 23 Kilometern im Gemeindegebiet von Lettret als rechter Nebenfluss in die Durance.

## Orte am Fluss
- La Bâtie-Neuve
- Gap